# 日本国際空手協会
日本国際空手協会（JIKA）はフルコンタクト空手団体の交流を深め、空手界全体の活性化を目指した組織である。
毎年開催される全日本選手権(無差別)では組み合わせをマスコミ立会いの抽選とし、審判は対戦者以外の団体から選出するという、公平性の高い大会として定着している。

## 加盟道場
日本国際空手協会加盟道場

### 東北地区
- 実戦空手道 琢磨会 (岩手県)
- 大修会館 (岩手県)
- 実戦空手道 武心会 (秋田県)
- 空手道 試衛館 (宮城県)
- 松島空手道場 (宮城県)
- 極真会館 村上道場 (宮城県)
- 極真会館 宮城県本部 (宮城県)

### 関東地区
- 勇志会空手道 (東京都)
- 同志會 (神奈川県)
- 正吾塾 (神奈川県)
- 真道会 鈴木道場 (神奈川県)
- 茅空会 (神奈川県)
- 空手道 氏家塾 (神奈川県)
- 空手道 勇輝道場 (神奈川県)
- 実戦空手道 優心塾 (神奈川県)
- 極武会 (神奈川県)
- 拳空道會 (神奈川県)
- 昭武館カラテ (埼玉県)
- 精鋭会空手道 (埼玉県)
- 日本空手道 高橋塾 (埼玉県)
- 空手道 講士館 (埼玉県)
- 我流空手道 北斗會 (埼玉県)
- 空手道 學武会館 (埼玉県)
- 関東武道推進連合 真勇 (埼玉県)

### 中部地区
- 清竜会空手 (静岡県)
- 郷英館空手道 (愛知県)
- 日本空手道 士誠館 (愛知県)
- 日本空手道 男塾 (愛知県)
- 日本空手道 神谷塾	(岐阜県)